# Тесцов, Виктор Игоревич
Тесцов Виктор Игоревич (род. 23 августа 1989, Кривой Рог, Днепропетровская область) — украинский пауэрлифтер, заслуженный мастер спорта Украины.

## Биография
Родился 23 августа 1989 года в городе Кривой Рог.
Заниматься спортом начал с тхэквондо в первом классе школы, с 15 лет стал посещать тренажёрный зал.
На первом выступлении в 2006 году показал результат 680 кг, в 2012 году — 1152,5 кг.
Тренируется в криворожском спортивном клубе «Богатырь».

## Спортивная карьера
- В 2006 году на чемпионате Украины установил рекорды во всех движениях и сумме;
- В 2009 году на чемпионате мира среди взрослых получил серебряную награду;
- В 2011 году на чемпионате мира в городе Пльзень (Чехия) выжал 350 кг, установив новый мировой рекорд в открытой возрастной группе, сумма 1130 кг (425+350+355) стала новым мировым рекордом среди юниоров;
- В 2012 году на чемпионате мира в Агуадильи стал чемпионом, установив новый рекорд в троеборье — 1147,5 кг.